# José Bahamonde y de Lanz
José Bahamonde y de Lanz. Político español, fue ministro de Gobernación y ministro de Gracia y Justicia durante el reinado de Alfonso XIII.
Marqués de Matamala, fue ministro de Gobernación entre el 3 de noviembre de 1917 y el 22 de marzo de 1918 en un gobierno que presidió García Prieto, y ministro de Gracia y Justicia entre el 15 de abril y el 20 de julio de 1919 en un gabinete Maura
| Predecesor: José Sánchez Guerra         | Ministro de Gobernación 1917 - 1918 | Sucesor: Manuel García Prieto  |
| Predecesor: Alejandro Roselló y Pastors | Ministro de Gracia y Justicia 1919  | Sucesor: Pascual Amat y Esteve |

- Datos: Q5860556
- Multimedia: José Bahamonde y de Lanz / Q5860556